# De Woudaap
De Woudaap is een achtkante rietgedekte binnenkruier poldermolen in Krommeniedijk.

## Bouw
De molen is in of kort na 1651 gebouwd voor de bemaling van de polder 't Woud, die in die tijd werd aangelegd. Deze polder grensde in het zuiden aan de Krommenieër polder. In 1948 zijn beide polders samengevoegd tot de huidige Krommenieër-Woudpolder.

## Aandrijving
De molen is in 1864 vervijzeld. In 1951 is een elektromotor geplaatst, zodat de vijzel zowel door windkracht als elektrisch aangedreven kon worden. In 2008 is naast de molen een elektrisch gemaal geplaatst. Bij een restauratie, gepland voor 2008/2009, zal de motor verwijderd worden.

## Literaire vermelding
Hotze de Roos liet zich door deze molen inspireren bij het schrijven van zijn Kameleon-boekenreeks. In de boeken komt een poldermolen aan de ”Polderdijk” genaamd De Woudaap voor. Deze heeft echter, in tegenstelling tot de echte, een omloop.